# Polycratia av Argos
Polycratia av Argos,  död efter cirka 213 f.Kr., var en drottning av Makedonien, gift med kung Filip V av Makedonien.
Hon var svärdotter till Aratos från Sikyon. Hon förfördes av Filip V av Makedonien, som sedan lät döda hennes make och svärfar. Det förmodas att Filip sedan gifte sig med henne; hon utpekas som mor till hans son och tronarvinge Perseus av Makedonien. 